# Ernest Thompson Seton
Ernest Thompson Seton (South Shields, Tyne and Wear, 1860. augusztus 14. – Seton Village, Új-Mexikó, 1946. október 23.) skót származású kanadai természetbúvár, festőművész és író.

## Élete
1860-ban született az angliai South Shields-ben, skót eredetű családban. Hatéves korában az egész család kivándorolt az Újvilágba, Kanadába. A fiú Torontóban végezte az általános iskolát, ahol kitűnt társai közül rajztehetségével. 19 éves korában Londonba ment tanulni a művészeti akadémiára, ahonnan huszonegy évesen, betegen tért vissza Kanadába.
Egészsége megóvása végett az akkori határvidékre, Manitobába ment, ahol bátyja Carberryben gazdálkodott. Ő azonban napokra, hetekre elhagyta a gazdaságot, bejárta a hegyeket, megfigyelte és lerajzolta az állatokat, növényeket gyűjtött, és mindent feljegyzett a naplójában. Hamarosan a természetbúvárkodás és az állatok–növények ábrázolása lett a kenyere: kapcsolatba került az akkori legnevesebb természettudósokkal, és cikkeiből, rajzaiból tartotta fenn magát. Levelezett a Smithsonian Intézettel és preparátumokat küldött a US Biological Surveynek. Az 1890-es évek elején Párizsba utazott, és beiratkozott a Julian Akadémiára. A szeme világa azonban romlott, és orvosi tanácsra ismét hazautazott, hogy Új-Mexikóban egy ranch közelében farkasokra vadásszon.
Itt találkozott egy legendás farkassal, akit Lobo-nak neveztek. Róla – és más megszemélyesített állatokról – szóló könyvét (The Wild Animals I Have Known – Vadállatok, akiket ismertem) 1898-ban adták ki, és ezek az állattörténetek világsikert hoztak számára. (Rudyard Kipling, a A dzsungel könyve írója saját állítása szerint műveinek alapötletet Seton könyvéből merítette.) Egy csapásra gazdag ember és ünnepelt író lett. Feleségével együtt átköltöztek az Amerikai Egyesült Államokba, Connecticutba.
Seton ekkor már évek óta járta nemcsak a vadont, de az indián rezervátumokat is. Rájött ugyanis, hogy a természetismeret terén nem lehetnek jobb tanítómesterei, mint az indiánok. Így aztán harmincéves korától kezdve egészen élete végéig évente több hetet, hónapot töltött rendszeresen vörösbőrű barátaival.
1902-ben megelégelte, hogy birtokát a közeli iskola diákjai állandóan háborgatják és vandál módon a kaput-kerítést tönkreteszik. Bement az iskolába, hívatta a vandálokat és elvitte őket saját magához egy kis beszélgetésre. Indián legendákat és igaz történeteket mesélt nekik. A találkozásból rendszeres összejövetelek lettek, majd nyári tábort szervezett a fiúknak. Tanította őket az indián életmódra és a természetismeretre, saját maguk közül önként választott főnökök, totem-őrzők és orvosságos emberek irányításával. Eleinte csak tizenketten voltak, de az évek során komoly ifjúsági mozgalom szerveződött Seton birtokán. Az erdei élet tudnivalóit több könyvben is megírta, és Nyírfakéreg címmel egy évkönyv-szerű kiadványt készített minden esztendőben, vagy két évtizeden át.
1906-ban Seton Angliába utazott, ahol Robert Baden-Powellel találkozott és közösen találták ki a későbbi cserkészet alapjait. 1910–1915 között Seton volt a Boy Scouts of America első, alapító főcserkésze.
Indián mozgalma elterjedt az egész világon, miután 1912-ben kiadta a Book of Woodcraft (Erdőjárók könyve) című művét. Igaz, a legtöbb országban néhány év múlva a „woodcraft” beolvadt a cserkészetbe. Seton életében 42 könyvet és több száz újságcikket írt. (Közülük 1930-ban a Két kis vadóc című kétkötetes regénye, s később a Rolf is megjelent magyarul is, Temesy Győző fordításában.)
Élete végén Új-Mexikóban, Santa Fe közelében hozott létre egy Indián Központot, melyet Seton-erődnek is neveztek. Itt képezte a vezetőket mozgalma számára. 86 éves korában, 1946-ban halt meg Új-Mexikóban. Hagyatékát és emlékét az általa alapított intézet őrzi. 1959-ben emléktáblát állítottak tiszteletére a Seton Provincial Parkban.

## „A cserkészet atyja”
A cserkészet és az indián táborozás mindig nagyon közel állt egymáshoz. Csehországban és Szlovákiában ma is van külön indián-cserkészet. Amikor Baden-Powell 1907-ben útjára indította a cserkészmozgalmat Brownsea Islanden, Amerikában akkor már öt éve működött egy nagyon hasonló társaság, akiktől Baden-Powell is sok ötletet merített. Ők voltak az „Erdőlakó Indiánok”, a Woodcraft Indians (Csehszlovákiában Erdei Bölcsesség Ligája néven vált ismertté). Vezetőjüket Ernest Thompson Seton-nak hívták. 1910-ben Baden-Powell meglátogatta őt. Érkezésekor Seton „a cserkészet atyjának” nevezte Baden-Powell-t, mire ő szokásos szerénységével így válaszolt: „A cserkészetnek Ön az atyja, Mr. Seton!”

## Magyarul
- A fekete mén. Történetek az állatvilágból; ford. Donáth Leó; Kultúra, Bp., 1920 (Az ifjúság érdekes könyvtára)
- A winnipegi farkas; Tarka Könyvek, Bp., 1921 (Tarka Könyvek I. sorozat)
- Az öreg Urián és egyéb állattörténetek; ford. Rupprecht Tibor; Fővárosi, Kiadó, Bp., 1922
- Két kis vadóc. Erdőlakók. Két fiú kalandjai; ford. Temesi Győző; Franklin, Bp., 1931
- Rolf. Egy cserkész kalandjai a magános indiánnal és a Skokum kutyával; ford. Temesi Győző; Franklin, Bp., 1932
- A fekete ló / Johnny, a medvebocs / Csipkésfülű; ifjúsági átdolg. Bálint Lajos; Móra, Bp., 1960